# Maksim Manukyan
Maksim Manukyan, né le 10 décembre 1987 à Gyumri, est un lutteur gréco-romain arménien.

## Biographie
En 2015, Maksim Manukyan participe aux Jeux européens à Bakou, en catégorie des moins de 85 kg. La compétition se déroule dans des conditions difficiles. En effet, du fait des relations tendues entre leurs deux pays, les spectateurs azerbaïdjanais se montrent particulièrement hostiles envers les athlètes arméniens, notamment à la lutte, où les sportifs arméniens sont en permanence escortés par des gardes du corps. Malgré cela, Manukyan parvient à se hisser en demi-finale, mais perdant ses deux derniers combats, il se classe finalement cinquième et repart sans médaille.
En 2016, il concourt aux Jeux olympiques de Rio, toujours en moins de 85 kg. Cependant, il est défait dès son entrée en lice par le Hongrois Viktor Lőrincz. Non repêché, il se classe finalement seizième.
En 2017, il descend en catégorie des moins de 80 kg pour les mondiaux à Paris, et remporte la première médaille d'or de sa carrière. Cette victoire lui vaut de recevoir les honneurs du président Serge Sargsian.

## Palmarès

### Jeux olympiques
- 16e place en lutte gréco-romaine dans la catégorie des moins de 85 kg en 2016 à Rio de Janeiro

### Championnats du monde
- Médaille d'or en lutte gréco-romaine dans la catégorie des moins de 80 kg en 2017 à Paris

### Championnats d'Europe
- Médaille d'or en lutte gréco-romaine dans la catégorie des moins de 82 kg en 2018 à Kaspiisk

### Jeux européens
- 5e place en lutte gréco-romaine dans la catégorie des moins de 85 kg en 2015 à Bakou

### Universiade
- Médaille d'argent en lutte gréco-romaine dans la catégorie des moins de 84 kg en 2013 à Kazan